# Геологічна історія Землі

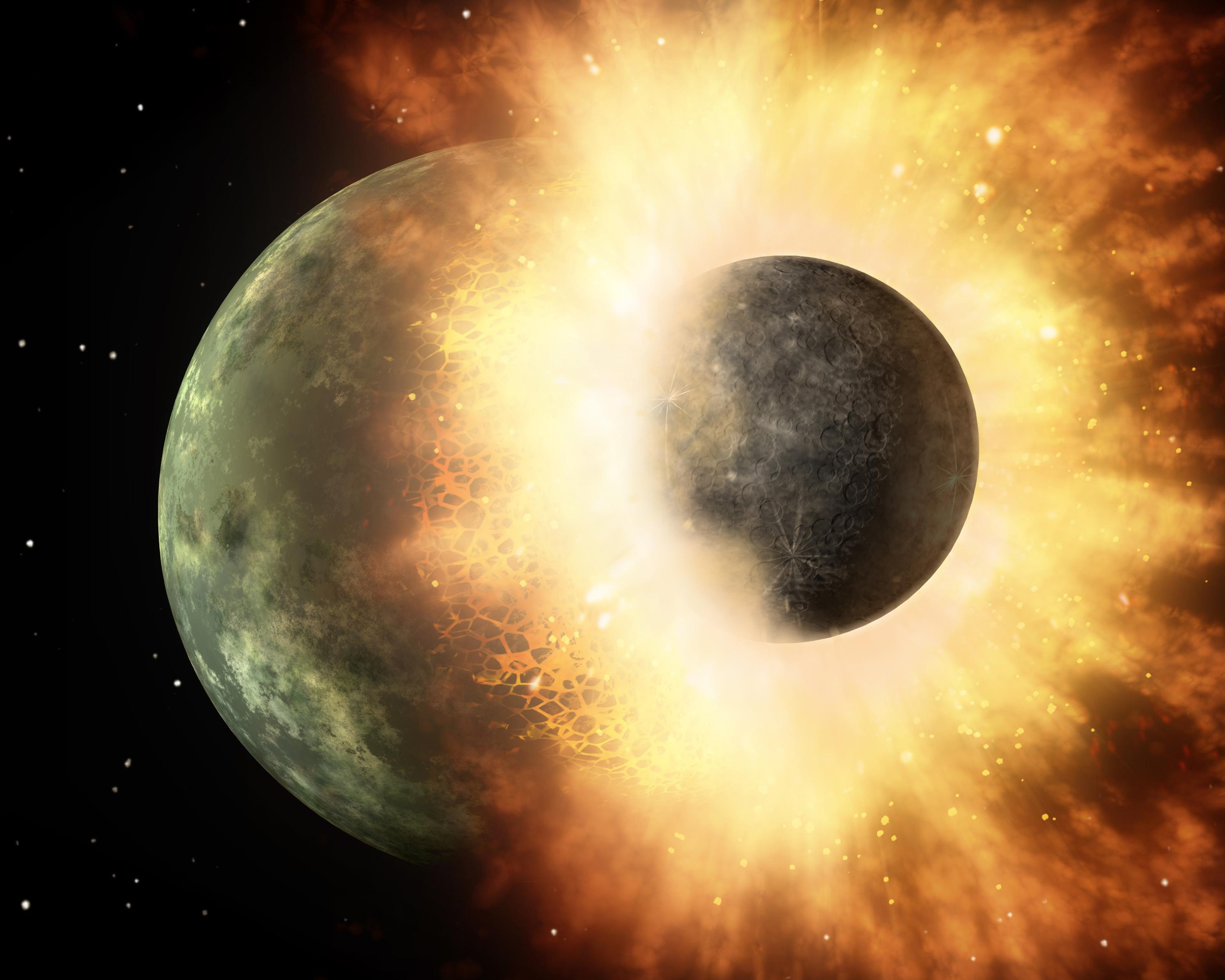
Ілюстрація Теорії великого зіткнення, наслідком якого стало утворення Місяця

Геологічна історія Землі, як вважають вчені, почалася 4,56 мільярдів років тому , коли планети Сонячної системи сформувалися з газопилової туманності навколо Сонця.

## Загальний опис
Через обертання та безперервні удари комет та метеоритів, а також виділення тепла радіоактивними елементами поверхня Землі стала розігріватися та перейшла у розплавлений стан. Важчі
елементи концентрувалися у центрі Землі, а легші підіймалися до поверхні, що призвело до виділення ядра та мантії. Поверхневі шари з часом вихолонули, затверділи та утворили тонку базальтову кору. Перегріта вода під високим тиском виносила на поверхню розчини різних елементів. Кремній, алюміній та їх сполуки осаджувалися на поверхні, що утворюють гранітний шар, а пари води та гази виносилися до атмосфери.
Місяць сформувався незабаром після цього, можливо, в результаті зіткнення Землі з об'єктом розміром із Марс. Деяка маса цього об'єкта об'єдналась із Землею, а частину було викинуто в космос, і речовини залишилося досить, щоб зберегтися до форми орбітального місяця.
Дегазація та вулканічна активність створила первинну атмосферу. Як поверхня постійно змінювалася за сотні мільйонів років, так і континенти формувалися й розпадалися. Континенти пересувалися поверхнею Землі, іноді об'єднувалися у вигляді суперконтиненту. Приблизно 750 млн років тому відомий нам суперконтинент Родинія під дією масштабної вулканічної діяльності почав розпадатися, поклавши край епосі глобального зледеніння. Континенти пізніше утворили Пангею, яка розпалася близько 180 млн років тому. Тетіс поділив Пангею на два материки — Лавразію на півночі та Гондвану на півдні. Пізніше відбулося руйнування Гондвани та Лавразії (розходження літосферних плит) шляхом «розкриття» Індійського та Атлантичного океанів. Приблизно 65 млн років тому обриси океанів та материків починають нагадувати сучасні. Тихий океан зазнав «омолодження» своєї кори за рахунок розходження літосферних плит.
Геологічну історію Землі поділяють на два еони: докембрій і фанерозой, які поділяються на ери, а ті, у свою чергу, на періоди.
За О.Є Ферсманом, виділяють періоди в історії Землі, що характеризуються певними геохімічними процесами. Умовно виділяють 5 стадій: α — космічну; β — планетарну, γ — магматичну, δ — гіпергенну і ε — життя.